# Schoenotenes argentaura
Schoenotenes argentaura is een vlinder uit de familie van de bladrollers (Tortricidae). De wetenschappelijke naam van de soort is voor het eerst geldig gepubliceerd in 1960 door Alexey Diakonoff

## Type
- holotype: "female"
- instituut: RMNH, Leiden, Nederland
- typelocatie: "Indonesia, Irian Jaya, West Central New Guinea, Wissel Lakes, Paniai Lake"